# Maczuga Herkulesa

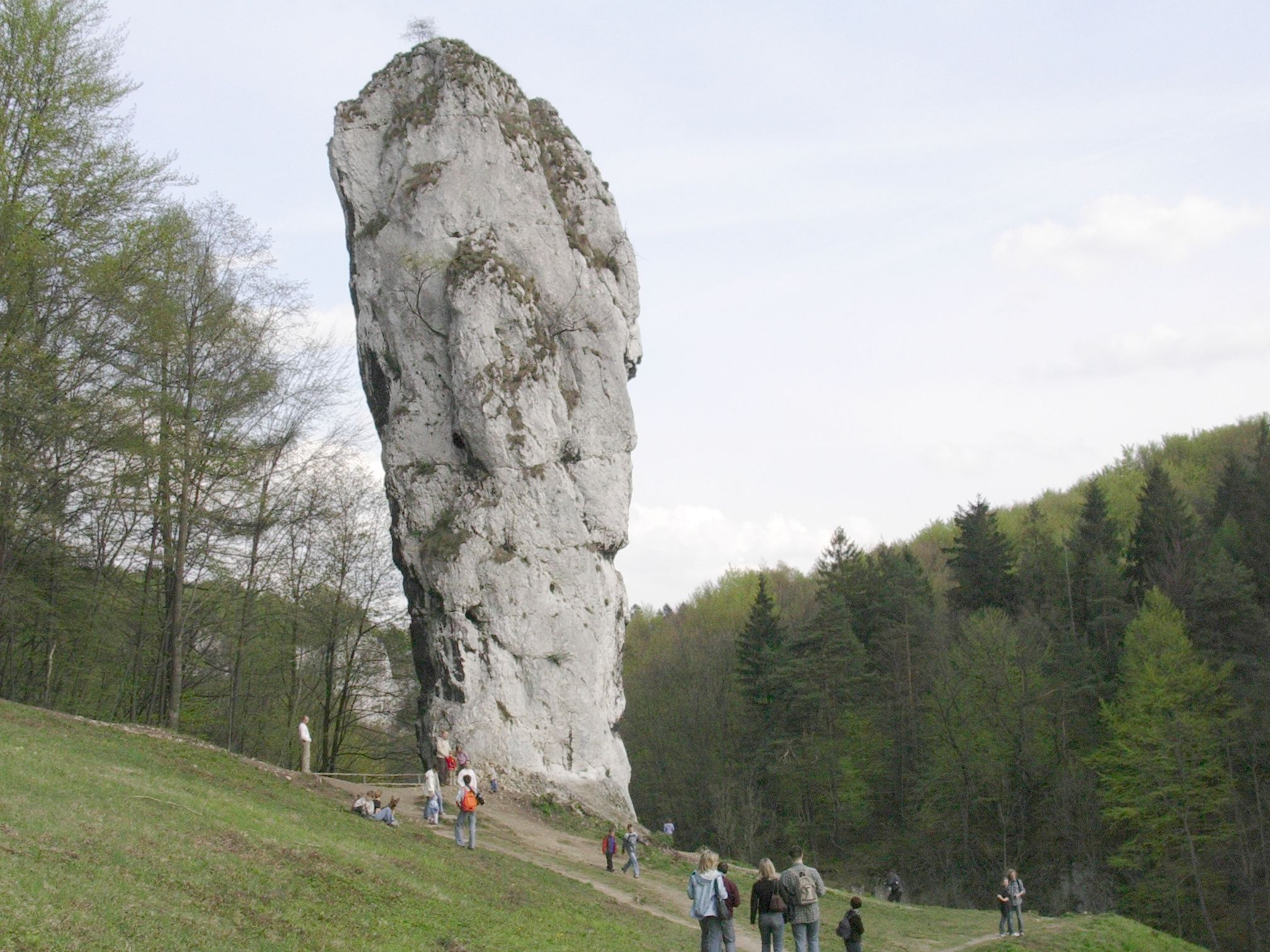
Maczuga Herkulesa od strony Zamku Pieskowa Skała

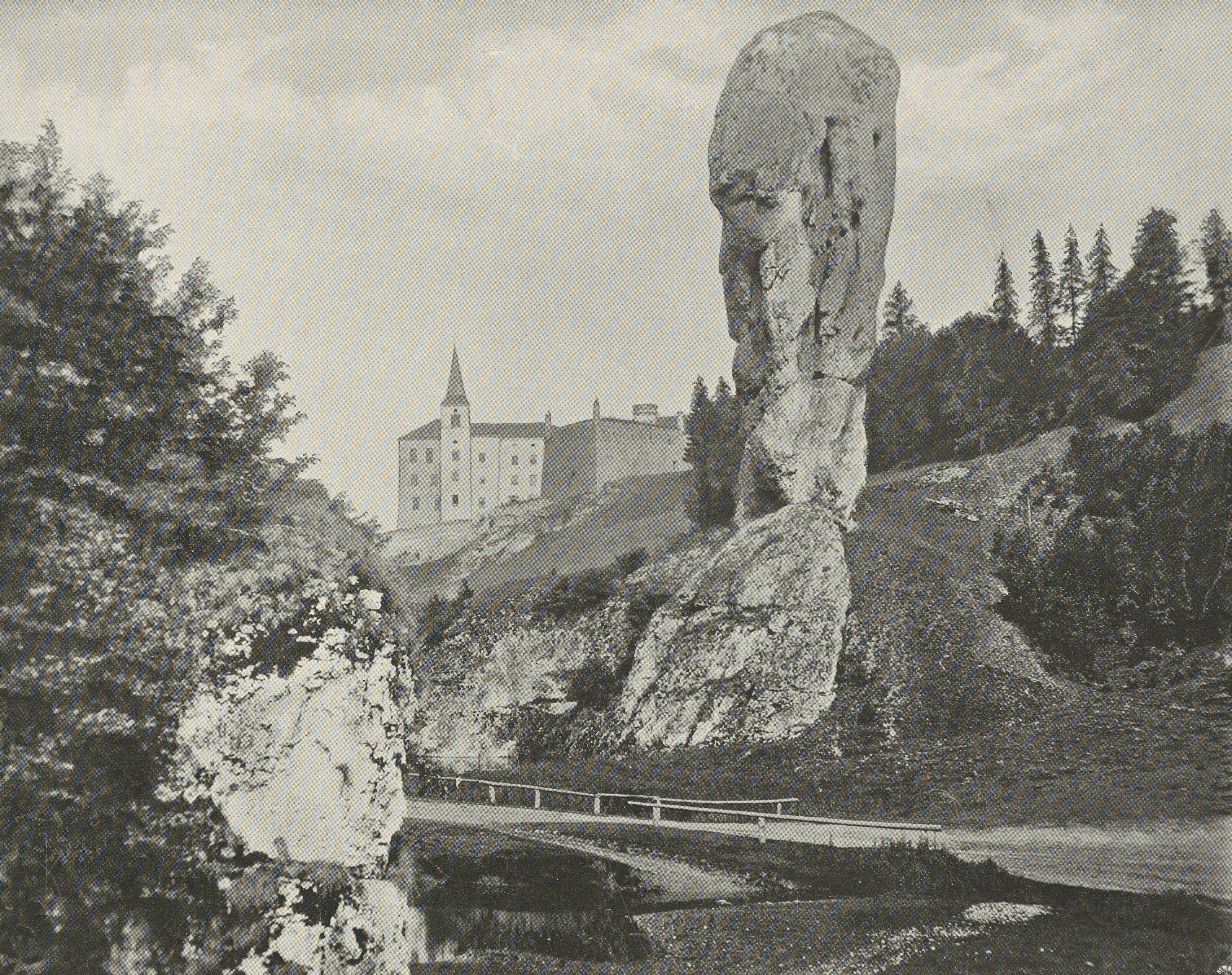
Maczuga Herkulesa na zdjęciu sprzed 1899

Maczuga Herkulesa – zbudowana z twardych wapieni skalistych maczuga skalna znajdująca się w Pieskowej Skale (teren Sułoszowej) na obszarze Ojcowskiego Parku Narodowego znajdującego się w południowej części Wyżyny Krakowsko-Częstochowskiej. Stoi na terasie skalnej o wysokości 8–12 metrów, wysokość samej maczugi wynosi około 25 metrów. Stanowi ona bardzo charakterystyczny element krajobrazu Doliny Prądnika i jest jedną z najbardziej znanych skał w Polsce. Powstała wskutek krasowej działalności wód i nierównomiernej wytrzymałości na wietrzenie budującego skały wapienia skalistego.
Po zachodniej stronie Maczugi Herkulesa znajduje się skała Fortepian. Stoi na niej Zamek w Pieskowej Skale. Fortepian jest częścią terasy, na której stoi także Maczuga Herkulesa. Po wschodniej stronie Maczugi Herkulesa znajdują się jeszcze trzy skały; Skała Mickiewicza, Skała Chopina i Napoleon.

## Zdobycie Maczugi Herkulesa
Według miejscowej ludności jako pierwsi na Maczugę Herkulesa weszli Anglicy w XIX wieku, jednak brak na to jakichkolwiek dowodów. W wielu artykułach i przewodnikach znajduje się informacja, że jako pierwszy na Maczugę Herkulesa wspiął się w 1933 r. Leon Witek, używając drabin i metalowych klamer. Na szczycie zamontował krzyż. Inne źródła podają, że pierwszego prawidłowego wejścia wspinaczkowego (bez użycia drabin) dokonali w 1935 r. krakowscy wspinacze zwani Pokutnikami: Adam Górka i Kazimierz Paszucha. Weszli na szczyt kominem wschodniego filara, całą drogę pokonując klasycznie, jedynie na trawersie do kominka stawali w pętli. Obydwie te informacje są błędne. Pierwsze potwierdzone zdobycie Maczugi Herkulesa należy do Ludwika Ziemblica, który w towarzystwie Franciszka Żurka wspiął się na jej szczyt w 1913 r. Pokutnicy podczas swojego pierwszego wejścia na Maczugę Herkulesa zdemontowali krzyż zamontowany przez L. Witka, w ten sposób protestując przeciwko niesportowemu stylowi zdobycia przez niego tej skały. Ponownie zamontowali oni krzyż podczas swojego drugiego wejścia na skałę.
Od czasu utworzenia Ojcowskiego Parku Narodowego wspinaczka skalna na Maczudze Herkulesa jest zakazana.

## Legendy związane ze skałami
Nazwa Maczuga Herkulesa pochodzi od kształtu skały. W przeszłości była różnie nazywana, a z każdą nazwą wiązała się legenda.
- Maczuga Kraka – w czasach panowania księcia Kraka jego kraj pustoszony był przez przerażającego smoka, który na obiad pożerał krowy, a o poranku dziewice. Księcia porwała złość tak wielka, że chwycił ogromną maczugę i uderzył nią w głowę smoka, zabijając go na miejscu. Następnie Krak umieścił swoją maczugę u wylotu doliny ojcowskiej ku przestrodze każdego, kto by do Krakowa chciał jechać w złych zamiarach[4].
- Sokola Skała lub Sokolica – na szczycie wieży ojcowskiego zamku siedział niesprawiedliwie osadzony kmieć z pobliskiej Skały. Oskarżono go o zaniechanie pańszczyzny, której odrobić nie mógł wobec ciężkiego zranienia nogi sochą. Zmartwiony losem rodziny prosił strażników, aby go puścili wolno. Włodarz zamkowy, wskazując mu na niemożność realizacji tej prośby, powiedział, że jeżeli dostarczy mu pisklę sokole ze szczytu Maczugi Kraka to puści go wolno. Warunek był niemożliwy do zrealizowania. Więzień jednak myślał o tym przez kilka kolejnych dni, aż wreszcie zrezygnowany zasnął. Wtedy właśnie przez okno w wieży wleciał tuzin sokołów, które więźnia chwyciwszy w szpony zaniosły na szczyt skały, ofiarowując mu pisklę. Włodarz oczom swym nie wierzył, ale obietnicę spełnił[4].
- Czarcia Skała – w czasach panowania ostatnich Jagiellonów żył czarnoksiężnik o nazwisku Twardowski. Podpisał on umowę z diabłem, według której po jego przyjeździe do Rzymu diabeł spełni jego trzy zadania, a w zamian Twardowski odda mu swą duszę. Po wielu latach diabeł spotyka Twardowskiego w karczmie „Rzym” w Suchej Beskidzkiej. Wśród zadań, jakie czart musiał wykonać, było przeniesienie ogromnej skały do Doliny Prądnika i ustawienie jej cieńszym końcem do dołu. Diabeł wykonał to zadanie, a skała ta stoi do dziś[4].
- Skała Twardowskiego – jak opisuje Stanisław Ciszewski w 1887, szatany przekręciły, jak Twardowskiego nieśli, co godzinki skompanił. To ją przewróciły do góry szeroką, a na dół szpicem[2].

## Szlaki turystyki pieszej
– żółty z Pieskowej Skały obok Maczugi Herkulesa, przez Sąspów, Dolinę Sąspowską i Dolinę Prądnika do Ojcowa.